# Споменик Карађорђу на Калемегдану
Споменик Карађорђу на Калемегдану, подигнут 13. августа 1913. године у време Балканских ратова, био је први споменик у Србији подигнут вођи Првог српског устанка Карађорђу Петровићу. Споменик је открио, уз присуство државног и војног врха и дипломатског кора, Карађорђев унук краљ Петар I Карађорђевић.
Конкурс је расписан под патронатом Министарства војног, 1908. године, на коме је прву награду освојио сплитски сликар и вајар Паскоје Пашко Вучетић. Споменик Карађорђу је био сложена композиција, које су чиниле скулптуре слепог гуслара, два војника, из Првог српског устанка и Балканских ратова, жене која држи дете, богиње Нике и Вожда Србије на врху. Бронзани делови изливени су у Риму, а потом склапани у Београду.
Свечаност је забележена филмском камером. Споменик су срушили Аустријанци у време Првог светског рата,  1916. године. Аустроугари су решили да на месту вожда поставе њиховог цара Франца Јозефа. Тако је 1918. године у Београд Дунавом на лађи допремљена велика скулптура аустроугарског монарха, намењена да доминира Београдом уместо Карађорђа.
После рата било је велико питање шта да се ради са овим спомеником. Решено је да се ова скулптура претопи и од тог материјала излију звона за Цркву Ружицу на Калемегдану, која звоне и данас.
Данас на месту вождовог споменика стоји Споменик захвалности Француској, дело Ивана Мештровића, на којем крупним словима пише: „Волимо Француску као што је она волела нас, 1914-1918.”